# UNESCO-IHE

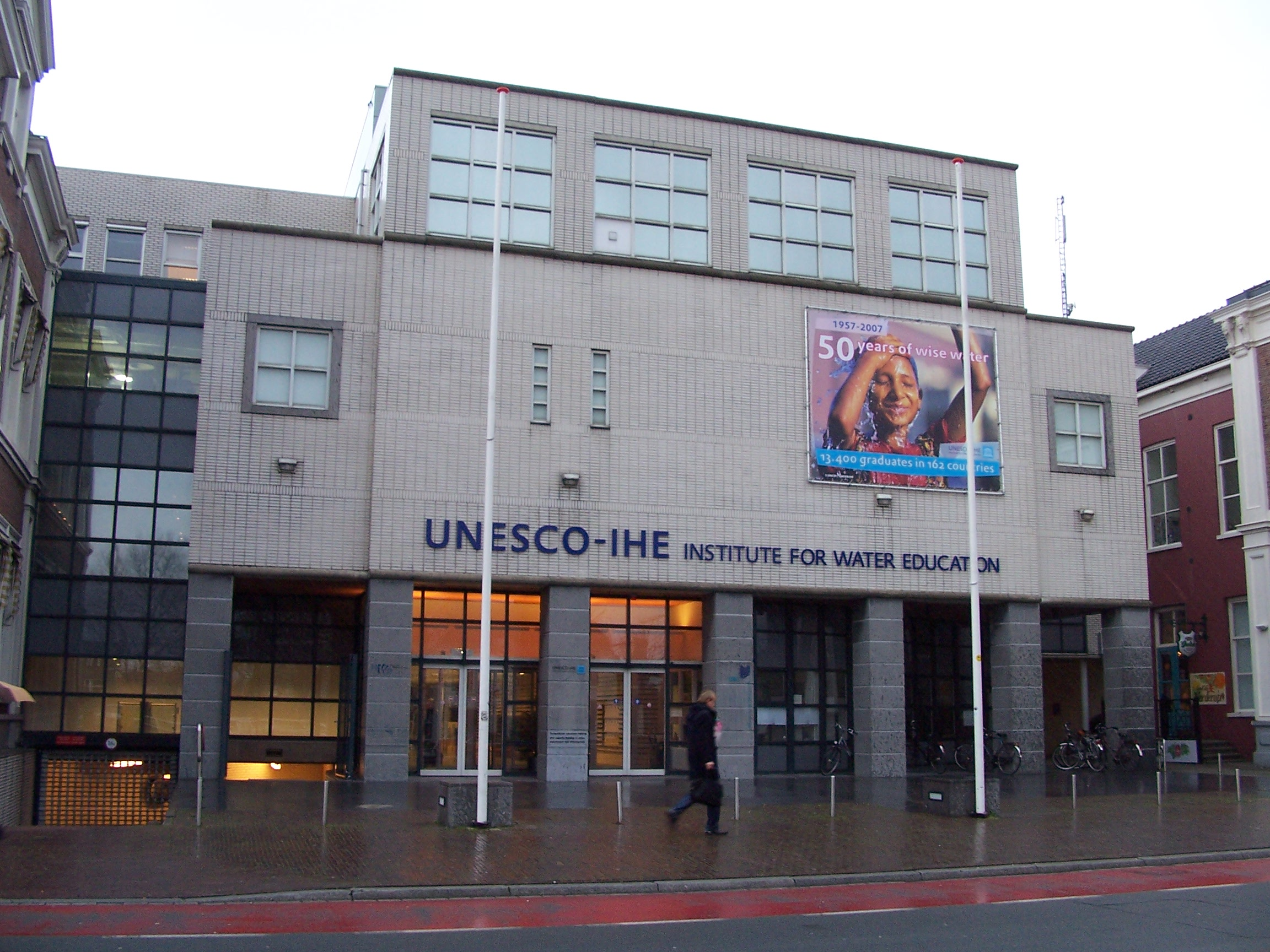
UNESCO-IHE

Die UNESCO-IHE (Institute for Hydrological Education, Institut für Wasser-Ausbildung) ist ein Institut der UNESCO, das weltweit Bildung und Ausbildung zu allen Themenkomplexen rund um Wasser und Wasserversorgung organisiert. Es hat seinen Sitz im niederländischen Delft.
Das Institut wurde anlässlich der 31. Generalversammlung der UNESCO am 5. November 2001 offiziell gegründet und nahm 2003 seine Tätigkeit auf. Es beschäftigt 166 fest angestellte Mitarbeiter und mehr als 350 freiberufliche Dozenten. Bisher (2008) haben rund 15.000 Personen eine Ausbildung am IHE absolviert. Die weltweit anerkannten Abschlüsse reichen von postgraduierten Zertifikaten bis hin zur Erlangung des Doktorgrades (in Zusammenarbeit mit verschiedenen Universitäten).